# Per Lundmark
Per Lundmark, född 21 juli 1762 på Odensvi, Viby socken, Örebro län, död 14 januari 1844 på Odensvi, var en svensk provinsialläkare, professor, kopparstickare och tecknare. 
Han var son till rektorn Anders Lundmark och Ulrika Stafhell samt bror till läkaren Johan Daniel Lundmark. Han skrevs in som student vid Uppsala universitet 1783 och efter avlagd Med. dr.examen 1793 var han verksam som provinsialläkare i Filipstads distrikt 1801. Han blev lektor i Strängnäs 1812 och erhöll professors titel 1822. Han studerade konst för Jacob Gillberg och utförde under sin studietid i Uppsala ett antal kopparstick och etsningar av Gustav IV Adolf med Gustaf Ljungbergers medaljer som förlaga. Lundmark är representerad vid Nationalmuseum med sex gravyer.